# テトラヒドロチオフェン
テトラヒドロチオフェン (tetrahydrothiophene) は、4個の炭素原子と1個の硫黄原子を含む5員環の飽和複素環式化合物である。チオフェンが水素化を受け飽和した構造をしている。揮発性の無色透明の液体で、強い不快臭を持つ。消防法に定める第4類危険物 第1石油類に該当する。海外では"THT"と呼ぶことが一般的である。

## 用途
テトラヒドロチオフェンの特有な不快臭から、時々一般的なエタンチオールに代わって天然ガスの臭気物質として付臭に使われる。また、殺虫剤や防虫剤の溶媒にも使われている。
スルホランの中間生成物であり、これはテトラヒドロチオフェンの酸化によって合成される。また、リチウム電池の電解液としても使われている。
臭気物質として、テトラヒドロチオフェンはエタンチオールに比べ、ガス管および弁への腐食性が無い、嗅覚の習慣的非活性化を起こさない、喉や目への刺激および頭痛を引き起こさないなど、多くの点で優れている。
しかしながら北見市都市ガス漏れ事故で露呈したのが土壌へのテトラヒドロチオフェンの吸着問題で、このことが大規模な破断にもかかわらずガス漏れ事故を早期に検知できなかった遠因となっている。また付臭後の都市ガスの硫黄分が多いため、付臭剤にテトラヒドロチオフェンを使用している都市ガスで家庭用燃料電池であるエネファームを使用すると触媒劣化が激しく使用に適さないという問題もある。
付臭剤の硫黄分は配管や弁の金属部の腐食が問題となることから、都市ガスについては硫黄分を減らした付臭剤への変更が進み、長らくテトラヒドロチオフェンを用いてきた都市ガス事業者においても、tert-ブチルメルカプタンと硫黄を含まないシクロヘキセンとの混合物への変更が、大手ガス会社から地方の都市ガス会社に至るまで進んでいる。